# A király hivatalos születésnapja

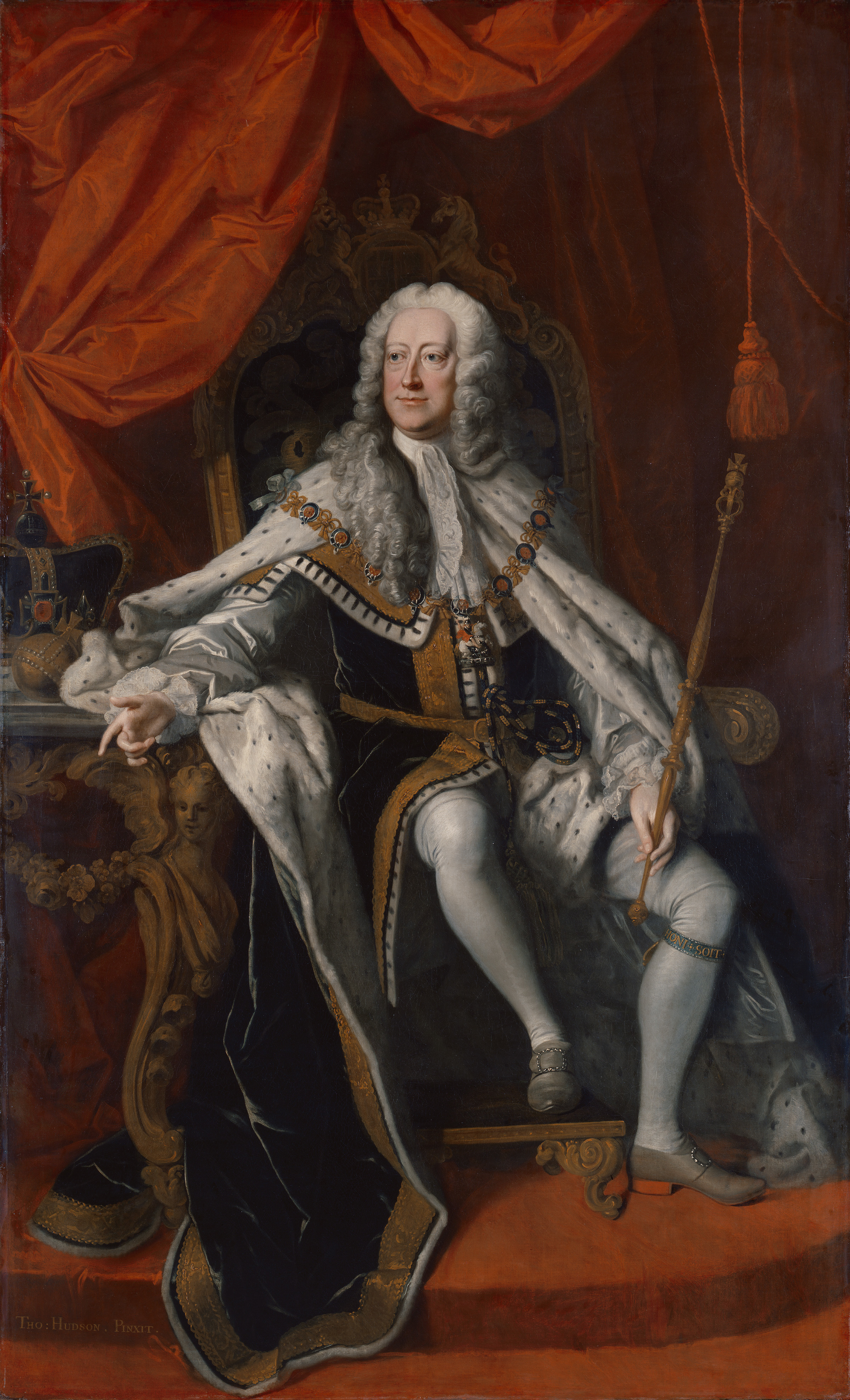
II. György király

A király vagy királynő hivatalos születésnapja egy kiválasztott nap a Brit Nemzetközösség országaiban, amelyen hivatalosan megünneplik az uralkodó születésnapját. Ez nem feltétlenül esik egybe az uralkodó születésének valódi dátumával. Hagyományosan akkor élnek vele, ha a valódi születésnap nem nyáron van. A hagyományt II. György király honosította meg 1748 júniusában. A célja elsősorban az volt, hogy a jó időjárási viszonyokat kihasználva megtarthassák a nagyszabású szabadtéri rendezvényeket, mivel a király késő ősszel született, amikor általában az idő nem túlzottan kedvező. Az áprilisi születésű II. Erzsébet is júniusban tartotta, a jelenlegi király, III. Károly, novemberi születésű lévén (született 1948. november 14-én), szintén megtartja ezt a hagyományt.
A dátumot az uralkodó, a kormányzó által kiadott nyilatkozatokkal vagy a helyi parlament által elfogadott törvényekkel határozzák meg. Manapság a dátum országonként eltérő lehet. Tekintettel a jó időjárás valószínűségére, általában május végén vagy június elején választanak egy dátumot. Bizonyos esetekben állami vagy más ünnepekkel is összehangolják, hogy megkönnyítsék a lakosság számára az ünneplést és biztosítsák a maximális részvételt.

## Ausztrália

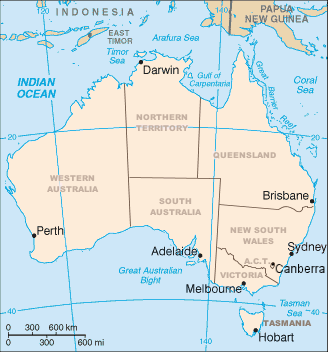
Ausztrália államai

Az ausztrál államok és területei az uralkodó születésnapját június második hétfőjén tartják meg. Ez alól kivétel Nyugat-Ausztrália és Queensland. Ott a kormányzó hirdeti ki minden évben a napot az ünneplésre, figyelembe véve az iskolai féléveket és a Perth Royal Show-t. Nincs szigorú szabály arra, hogyan választják a dátumot, általában szeptember utolsó vagy október első hétfője. 
Akad néhány régió, ahol alternatív időpontokat határoznak meg a helyi jelentős dátumok és események miatt, ezzel is hangsúlyozva a helyi hagyományok fontosságát.
Ünnepként Nagy-Britannia királyának születésnapját Arthur Phillip kormányzó hirdette meg 1788-ban, amit a király valós születési napján tartottak meg 1936-ig. Ezután áthelyezték június második hétfőjére, ezzel egyenletesebben oszlottak el az ünnepek az év során, és biztosították a kellemes időjárást a szertartásokhoz.
Ez alól mindössze két uralkodó képezett kivételt, mert a születésük napja más ünnepekhez esett közel: VI. György decemberi születésével (karácsony, újév) és II. Erzsébet, akinek nagypéntek és húsvét után nem sokkal következett a születésnapja (április 21.).
A király születésnapjának hétvégéje, illetve az Empire Day (május 24-én) hagyományosan a nyilvános tűzijátékok időszaka volt. 1980 óta számos állam betiltotta a magán tűzijátékok használatát biztonsági és környezetvédelmi okokból, egyedül Tazmánia és az Északi terület az, ahol még értékesítenek ilyen termékeket magánszemélyek számára.

## Kanada
1957-ben kiadott királyi nyilatkozatban május 25-e előtti utolsó hétfőn állapították meg az ünnep időpontját. Az uralkodó születésnapját 1845 óta tartják Kanadában – miután elismerték Viktória királynő születésnapját, mely a királynő 1901-ben bekövetkezett halála óta különféle királyi kihirdetéseken keresztül változott.

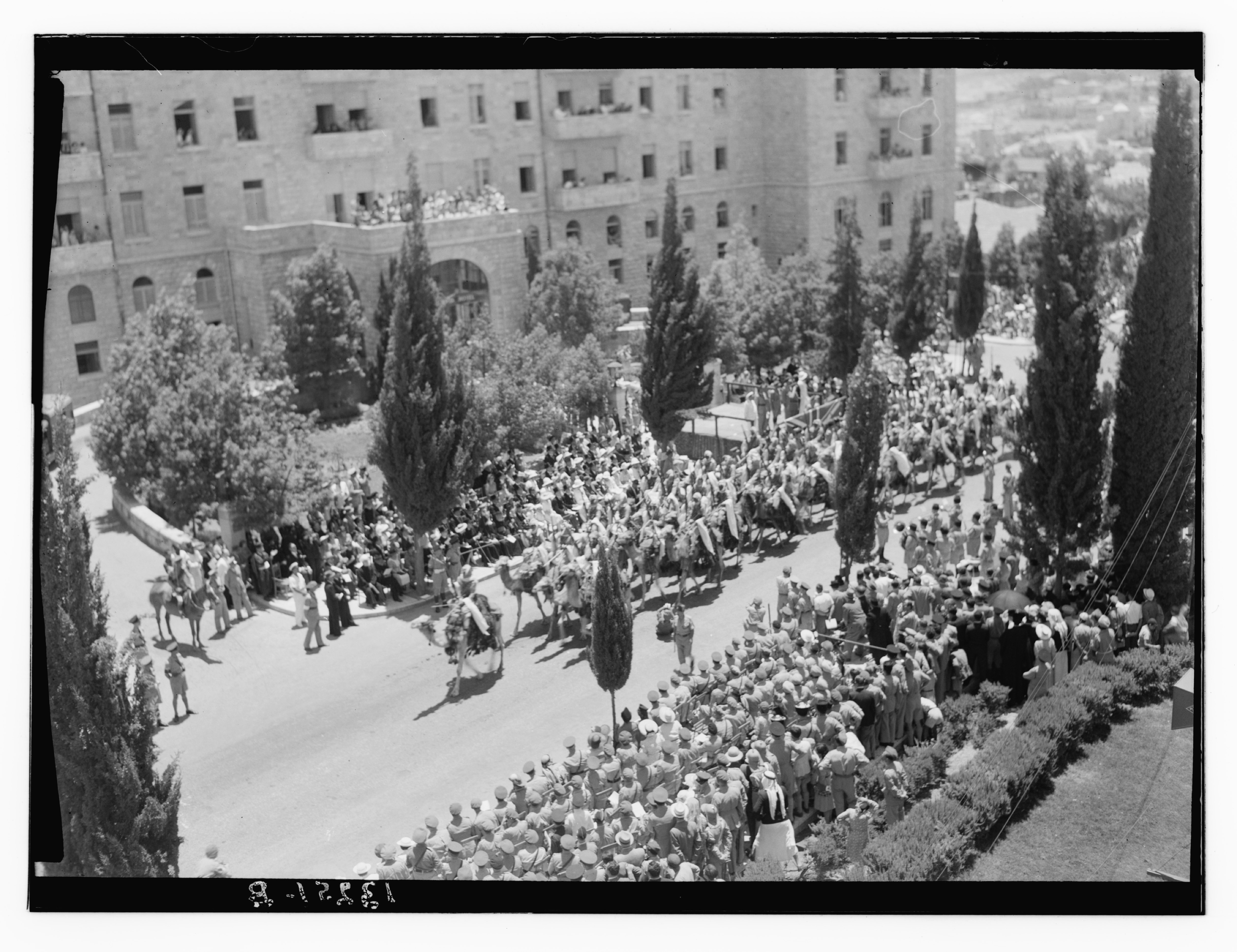
VI. György születésnapi parádéján

1936. december 11-én lemondott VIII. Eduárd, testvére és utódja VI. György születésnapja előtt 3 nappal. Az új király a körülmények fényében nem szerette volna nyilvánosan bejelenteni a születésnapját, de a kormánytagok úgy érezték, hogy ez pozitív jelzést adna az uralkodás kezdetének. Ezt követően az országban a hivatalos születésnapját május 20. és június 14. között ünnepelték, más-más napokon a különböző tartományokban.
II. Erzsébet első hivatalos születésnapját utoljára júniusban ünnepelték, amit elhagytak 1952-ben, mikor egy törvénymódosítással áthelyezték május 25-e előtti hétfőre. Jelenleg III. Károly király hivatalos születésnapjának ünnepét is ezen a napon tartják. Az uralkodó hivatalos születésnapjának jellegzetessége a tüzérségi díszsortűz a nemzeti és tartományi fővárosokban, valamint a királyi unió lobogójának kitűzése a szövetségi koronához tartozó épületeken.

## Új-Zéland
Új-Zélandon az ünnep június első hétfőjére esik. Az ünnepségek többnyire hivatalosak, ideértve az uralkodó születésnapi kitüntetéseinek listáját és a katonai ünnepélyeket. Vannak javaslatok, némi politikai támogatással a Matariki (Maori Újév) visszahozására és 2009-ben felmerült a gondolata a királynő születésnapi hétvégéjének átnevezésének Hillary hétvégére, Edmund Hillary hegymászó tiszteletére.
2022-ben, III. Károly trónra lépésével az ünnep elnevezése megváltozott "A Király Hivatalos Születésnapja" névre, de továbbra is megtartották a június első hétfői időpontot. Az ünnep része a hagyományos kitüntetések átadása, amelyek listáját évente teszik közzé, elismerve az új-zélandi polgárok közösséghez való hozzájárulását.

## Egyesült Királyság

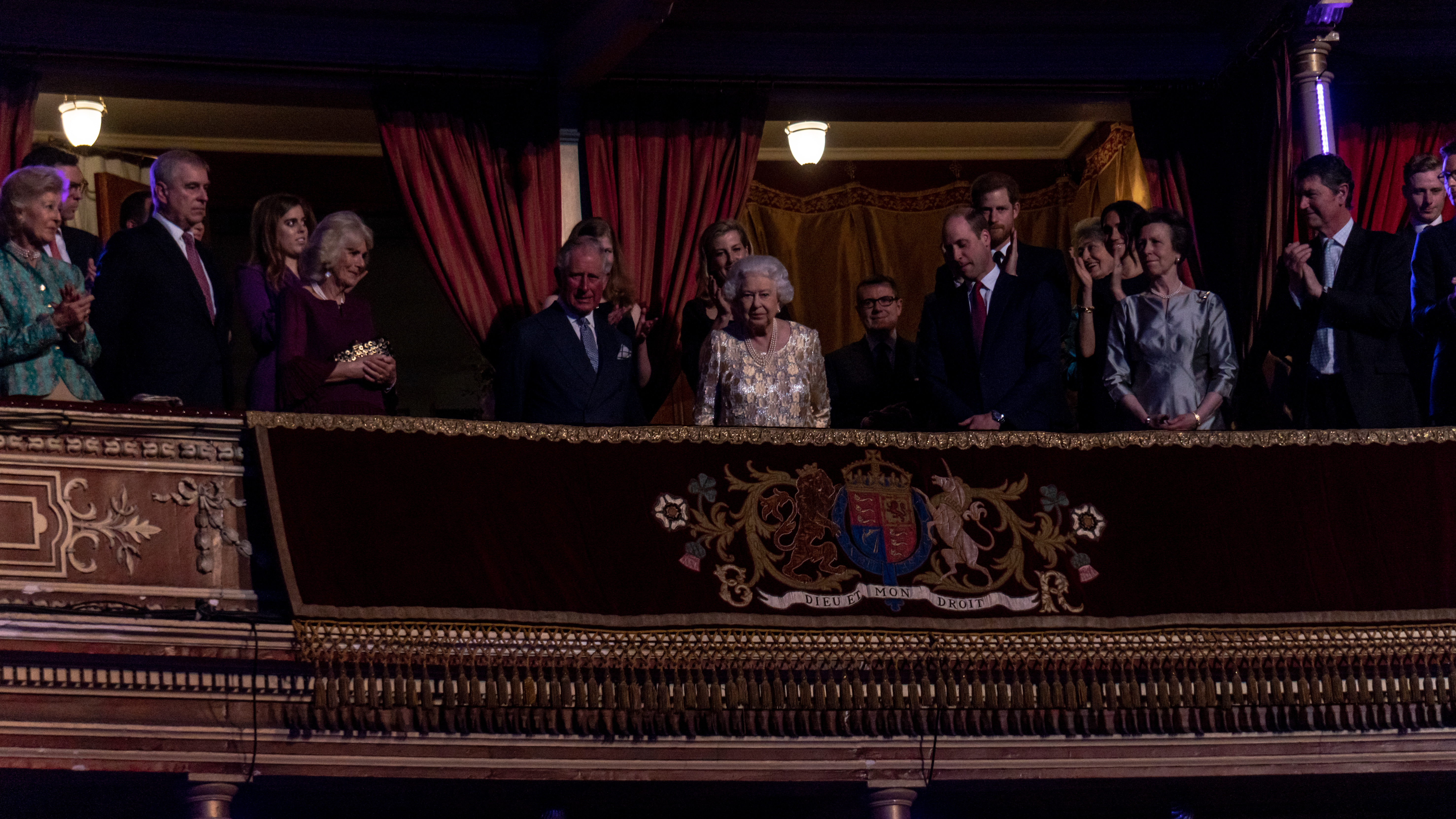
A királyi család

Mint korábban szerepelt, az uralkodó születésnapját 1748 óta ünneplik. A királynő hivatalos születésnapját eredetileg június második csütörtökén tartották, mint korábban apja VI. Györgyét. Ezt 1959-ben változtatták meg II. Erzsébet királynővé válása után, amit azóta június második szombatján ünnepelnek meg. Maga II. Erzsébet királynő 1926. április 21-én született Londonban és 2022. szeptember 8-án hunyt el, 96 éves korában. III. Károly király 2022. szeptember 8-án lépett trónra, és 2023. május 6-án koronázták meg hivatalosan.
Az uralkodó teljes elkötelezettséggel vesz részt a különböző programokon, a jótékonysági és iskolai látogatásoktól az ügyvezető államfők fogadásáig és megemlékezésekig. III. Károly folytatta ezt a hagyományt, és ugyanazzal az odaadással részt vesz a hivatalos programokon, mint elődje.

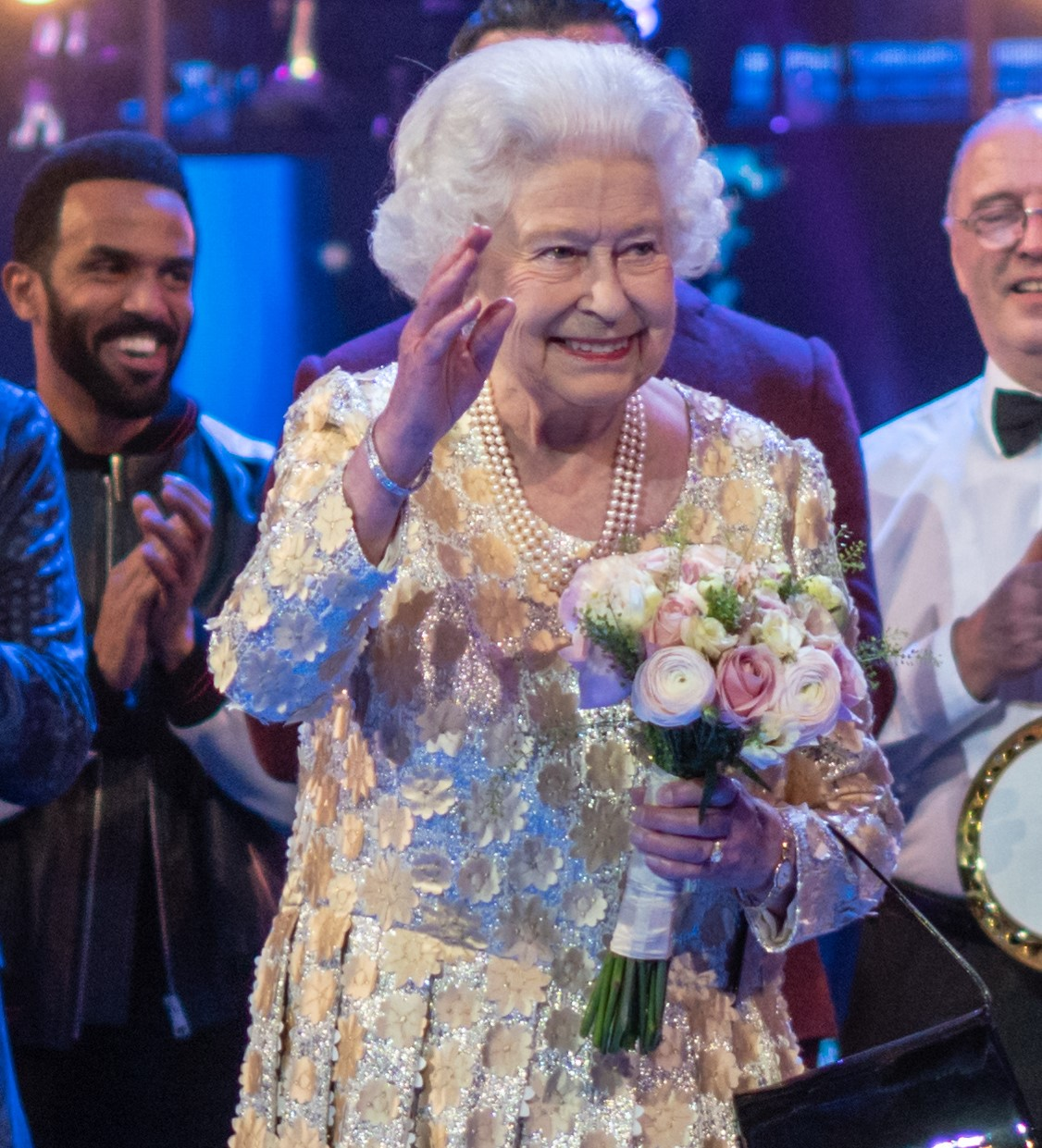
II. Erzsébet

E napon tartják a „Trooping the Colour" ünnepséget, mely úgy is ismert mint a Brit zászlós díszszemle, a Király Születésnapi Parádéja, amikor is a Brit és Nemzetközösségi haderők vonulnak fel. Együtt több mint 1400 katona, 200 ló és 400 zenész vesz részt a nagyszabású eseményen. Az utcákat zászlókkal lengető lelkes tömeg tölti meg, miközben a felvonulás a Buckinghami palotából, a Mall-tól a Horse Guard's Parade felé folytatja útját a lóháton és hintókban utazó királyi család tagjaival. Végül egy légi bemutatóval zárul az eseménysor, amit a Buckingham Palota erkélyén felsorakozó királyi családtagokkal együtt tekinthet meg a közönség.
A brit diplomáciai képviseleteknél ezt a napot az ország nemzeti napjának tekintik, habár nem tartják számon állami ünnepként az Egyesült Királyságban. Skócia egyes részein, május harmadik hétfőjén Viktória királynő születésnapjáról is megemlékeznek. Ilyenkor általában az önkormányzatok és a felsőoktatási intézmények bezárnak arra a napra.
2023-ban III. Károly király első hivatalos születésnapi parádéja a hagyományoknak megfelelően zajlott, és immár az ő zászlója került a ceremónia középpontjába. A király személyesen is részt vett az eseményen, bár II. Erzsébettől eltérően, aki az utolsó éveiben már hintóban ülve vett részt, III. Károly lóháton vonult fel.

## Kapcsolódó szócikk
- Brit zászlós díszszemle (Trooping the Colour)